# Карате на Європейських іграх 2023 — до 55 кг (жінки)
Змагання з карате у ваговій категорії до 55 кг серед жінок на Європейських іграх 2023 року відбулися 22 червня 2023 року в польському місті Бельсько-Бяла, на «Арені Бельсько-Бяла». Участь взяли 8 спортсменок з 8 країн.

## Призери
| Золото                  | Срібло              | Бронза                                  |
| Анджеліка Терлюга (UKR) | Івет Горанова (BUL) | Дженніфер Варлінг (LUX) Туба Якан (TUR) |

## Турнір

### Груповий етап

#### Група А
| Спортсменка             | Поєд. | Пер. | Н | Пор. | О | Р    | Кваліфікація       |
| ----------------------- | ----- | ---- | - | ---- | - | ---- | ------------------ |
| Анджеліка Терлюга (UKR) | 3     | 2    | 1 | 0    | 6 | 7–2  | Пройшла у півфінал |
| Туба Якан (TUR)         | 3     | 2    | 0 | 1    | 4 | 11–8 | Пройшла у півфінал |
| Гізем Бугур (GER)       | 3     | 0    | 1 | 2    | 1 | 4–8  |                    |
| Вероніка Брунорі (ITA)  | 3     | 0    | 2 | 1    | 1 | 4–8  |                    |

|           | Україна | Туреччина | Німеччина | Італія |
| --------- | ------- | --------- | --------- | ------ |
| Україна   | —       | 4–2       | 3–0       | 0–0    |
| Туреччина | 2–4     | —         | 3–2       | 6–2    |
| Німеччина | 0–3     | 2–3       | —         | 2–2    |
| Італія    | 0–0     | 2–6       | 2–2       | —      |

#### Група B
| Спортсменка             | Поєд. | Пер. | Н | Пор. | О | Р    | Кваліфікація       |
| ----------------------- | ----- | ---- | - | ---- | - | ---- | ------------------ |
| Івет Горанова (BUL)     | 3     | 2    | 1 | 0    | 6 | 12–1 | Пройшла у півфінал |
| Дженніфер Варлінг (LUX) | 3     | 2    | 1 | 0    | 6 | 8–4  | Пройшла у півфінал |
| Мадіна Садігова (AZE)   | 3     | 1    | 0 | 2    | 2 | 6–6  |                    |
| Марія Кернер (POL)      | 3     | 0    | 0 | 3    | 0 | 2–17 |                    |

|             | Болгарія | Люксембург | Азербайджан | Польща |
| ----------- | -------- | ---------- | ----------- | ------ |
| Болгарія    | —        | 0–0        | 3–1         | 9–0    |
| Люксембург  | 0–0      | —          | 3–2         | 5–2    |
| Азербайджан | —        | 1–3        | 2–3         | 3–0    |
| Польща      | 0–9      | 2–5        | 0–3         | —      |

### Фінальна стадія
|  | Півфінали               | Півфінали           |                         |   | Фінал | Фінал |
|  |                         |                     |                         |   |       |       |
|  |                         |                     |                         |   |       |       |
|  |                         |                     |                         |   |       |       |
|  | Анджеліка Терлюга (UKR) | 2                   |                         |   |       |       |
|  | Анджеліка Терлюга (UKR) | 2                   |                         |   |       |       |
|  | Дженніфер Варлінг (LUX) | 0                   |                         |   |       |       |
|  | Дженніфер Варлінг (LUX) | 0                   | Анджеліка Терлюга (UKR) | 2 |       |       |
|  |                         |                     | Анджеліка Терлюга (UKR) | 2 |       |       |
|  |                         | Івет Горанова (BUL) | 0                       |   |       |       |
|  | Івет Горанова (BUL)     | Івет Горанова (BUL) | 0                       | 3 |       |       |
|  | Івет Горанова (BUL)     |                     |                         | 3 |       |       |
|  | Туба Якан (TUR)         | 3                   |                         |   |       |       |
|  | Туба Якан (TUR)         | 3                   |                         |   |       |       |